# 大会社等 (公認会計士法)
大会社等（だいがいしゃとう）とは、日本の公認会計士法において定義される一定の規模以上の企業を指す。大会社等に対しては、会計事務所が提供しうる業務に一定の追加的規制がかけられる。

## 定義
最終事業年度に係る貸借対照表に資本金として計上した額が100億円未満、かつ、最終事業年度に係る貸借対照表の負債の部に計上した金額の合計が1000億円未満の株式会社を除いた会計監査人設置会社、一定の金融商品取引法監査対象会社、銀行、長期信用銀行、保険会社、信用金庫連合会、労働金庫連合会、信用協同組合連合会、農林中央金庫、会計監査人監査の対象となる独立行政法人等を指す（公認会計士法第24の2）。

## 大会社等に関する規制
大会社等に関する監査業務の規制は、過去にカネボウ事件などの大規模な会計不祥事が発生したことを契機として、その対策のために2007年の公認会計士法改正で導入されまたは強化されたものである。
監査証明業務と非監査業務の同時提供の禁止
監査法人が大会社等に対し会計帳簿の記帳代行、保険数理に関する業務、財務または会計に係る情報システムの整備または管理に関する業務などの一定の非監査業務を提供している場合、当該大会社等に対して監査証明業務を同時に提供することは認められない（公認会計士法第24条の2、第34条の11の2）。
パートナーローテーション制の強化
大会社等を被監査会社とする場合、監査法人にパートナーローテーション制が適用される。すなわち、同一の業務執行社員（いわゆるパートナー職にある公認会計士）が同一の大会社等の監査を担当できるのは、連続して7年までとなり、その後2年間は復帰することができない。さらに、2007年改正では、一定規模以上の大規模監査法人については規制が強化されており、連続して担当できるのは5年までとされた。いずれの場合でも、必要とされるのは担当パートナーの交代のみであり、監査法人そのものを切り替えることは不要である。
パートナーローテーション制度は、会計不正事案の抑止を狙って導入された制度であるが、2018年までに金融庁が行った調査では、十分な効果を発揮していなかったとされている。